# ためらいの倫理学
『ためらいの倫理学――戦争・性・物語』（ためらいのりんりがく せんそう・せい・ものがたり）は、内田樹が著した評論集。単著としては最初に出版された本である。

## 概要
2001年3月10日、冬弓舎より刊行された。装画と装丁は山本浩二。2003年8月23日、角川文庫として文庫化された。文庫化に際して、新たに4編の文章が追加された。2014年8月25日にはKADOKAWAから電子書籍として発売された。
内田は1999年の春にホームページを開設して以来、「止める人がいないのを幸い」「そこに毎日のように思いつくことを書き、学術誌に寄稿した論文も片っ端からアップロードした」という。それを版元が「戦争論／戦後責任論」、「フェミニズム／ジェンダー論」、「他者／物語論」という3つの大きなテーマにまとめて構成したのが本書である。
内田は言う。「この本で主に批判の標的にされているのは、フェミニストとポストモダニストである。しかし、それは彼らが私にとって最大の敵であるからではなく、一番近しい隣人だからである。私は自分の中にフェミニズムに深く共感するものを感じ、ポストモダニストの語法に自分と共通するものを感じる。彼らには私からの異議を聴き取る対話的知性が備わっていると信じているからこそ、『でも、何か違う』という言葉をあえて発したのである」